# گوستاو لوتکیه‌ویچ
گوستاو لوتکیه‌ویچ (لهستانی: Gustaw Lutkiewicz، ‏ ۲۹ ژوئن ۱۹۲۴ – ۲۴ فوریهٔ ۲۰۱۷) بازیگر اهل لهستان بود.
از فیلم‌ها یا برنامه‌های تلویزیونی که وی در آن نقش داشته است، می‌توان به پزشک قلابی، یاوه‌نویس،‌ نخستین روز آزادی، رانندگان جایگزین، به‌دور از جاده، بوکسور، مجروح در جنگل، کوپرنیک، ترانه عاشقانه‌ای برای یانوشِک، چهل‌ساله، با آتش و شمشیر (فیلم)، با آتش و شمشیر (مجموعه تلویزیونی)، زندگی برای زندگی: ماکسیمیلیان کلبه، خیابان فرعی ۴، قماری بالاتر از زندگی، سالی از خورشید خاموش، خرس، یانا و سرهنگ وُوُدیوفسکی اشاره کرد.